# Baby-bossen 2: Familjeföretaget
Baby-bossen 2: Familjeföretaget (engelska: The Boss Baby: Family Business) är en amerikansk datoranimerad komedifilm, samt en uppföljare till filmen Baby-bossen från 2017, som hade biopremiär i USA den 2 juli 2021, samt i Sverige den 22 oktober samma år. Filmen är producerad av Dreamworks Animation, samt distribuerad av Universal Studios, med Tom McGrath som återigen har valt att axla rollen som regissör. Medverkande röstskådespelare i filmen är Alec Baldwin, Jimmy Kimmel, Lisa Kudrow, James Marsden, Amy Sedaris, Ariana Greenblatt, Jeff Goldblum, och Eva Longoria. De tre förstnämnda röstskådespelarna (Baldwin, Kimmel och Kudrow) repriserar sina tidigare spelade roller från den förra filmen.

## Rollista
| Figur                                  | Engelsk originalröst | Svensk originalröst      |
| -------------------------------------- | -------------------- | ------------------------ |
| Ted Templeton Jr./Baby-bossen          | Alec Baldwin         | Hasse Jonsson            |
| Tim Templeton                          | James Marsden        | Ola Forssmed             |
| Tina Templeton                         | Amy Sedaris          | Sussie Eriksson          |
| Tabitha Templeton                      | Ariana Greenblatt    | Lily Wahlsteen           |
| Dr. Erwin Armstrong                    | Jeff Goldblum        | Björn Kjellman           |
| Carol Templeton                        | Eva Longoria         | Ayla Kabaca              |
| Ted Templeton Sr.                      | Jimmy Kimmel         | Andreas Rothlin Svensson |
| Janice Templeton                       | Lisa Kudrow          | Lina Hedlund             |
| Trollis (Gandalfliknande väckarklocka) | Tom McGrath          | Johan Hedenberg          |